# 철도의 전철화

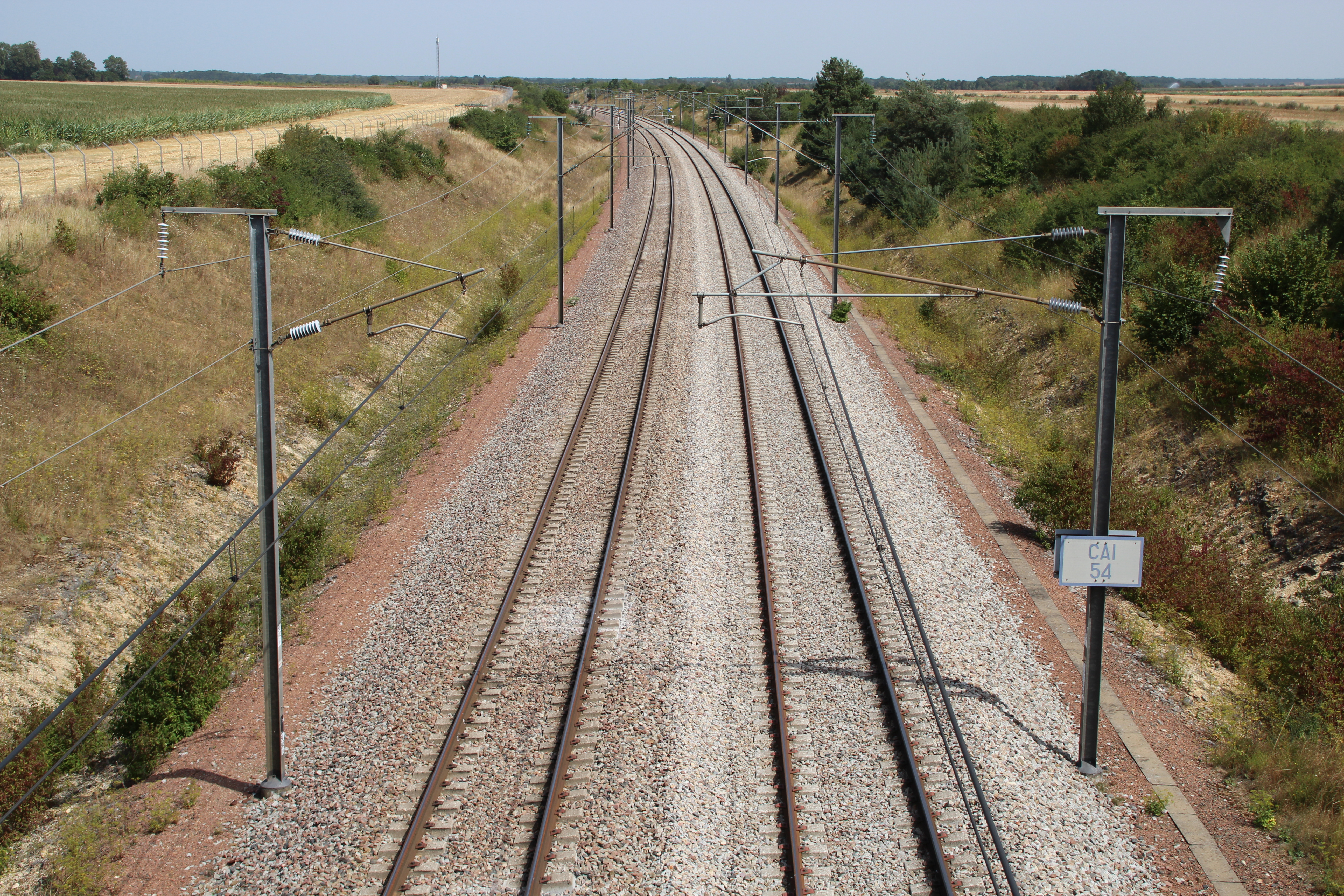
가공 전차선 방식에 의해서 전철화된 철도. 카터너리식 전차선 지지장치가 있다.

유럽 철도의 전철화 지도
직류 750V
직류 1500V
직류 3000V
교류 15000V
교류 25000V
비전철화

철도의 전철화(鐵道의 電鐵化)는 전기를 동력으로 하는 열차(전기기관차, 전동차)가 다닐수 있도록 하기 위한 시설을 철도에 설치하는 것을 말한다.

## 개요
전철화된 철도 노선에서는 전기를 동력으로 사용하는 전기기관차나 전동차가 사용된다. 그러므로 연료를 차량에 적내할 필요가 없다. 전철화 방식은 세계에 몇가지 종류가 존재한다. 철도에 있어 전기동력은 증기기관이나 내연기관에 비해 에너지 소비율에서 뛰어나며, 속도향상이나 쾌적성 향상이라는 수송 서비스의 개선에도 뛰어나지만 지상에 전기설비가 필요하다.

## 운영방식
차량 밖에서 전기를 받는 것이 일반적이지만 차량에 축전지 등의 전원을 탑재하는 것도 존재한다. 차량 밖에서 전기를 보내는 것을 "궤전"(饋電)이라고 부르며, 차량에서 그 전기를 받는 것을 "집전"(集電)이라고 부른다. 집전방식은 가공 전차선 방식과 제3궤조 방식으로 구분된다. 또 전원의 전류는 직류를 이용하는 것과 교류를 이용하는 것으로 나뉜다.
외부에서 받은 전력은 주전동기의 종류에 따라 차량 안에서 변환한 다음 사용된다.

#### 직류궤전
| - 장점 - 복수의 철도변전소에서 동시에 병렬해 급전할 수 있어 사고나 공사 등에서도 용장성이 있다 - 직류 모터를 사용하는 차량의 경우에는 직류 모터를 그대로 사용할 수 있다. | - 단점 - 차량에서 변압하는데 적합하지 않아 모터의 전압에 맞추는 것이 요구되므로, 고전압·소전류에 저전압·대전류에서는 송전손실이 커진다. 또 송전손실을 줄이기 위해서 철도 변전소를 많이 설치할 필요가 있다. - 대전력이 공급되지 않아 고속철도라든가, 중량화물열차를 달리는 노선에는 부적합하다. - 직류로 변환하는 철도 변전소는 기기가 비싸지게 된다. |

#### 교류궤전
| - 장점 - 변압기를 이용하여 주전동기와 전압을 쉽게 손실없이 제어할 수 있다. - 고압·소전류에 할 수 있어서 송전손실이 적어 대전력이 공급할 수 있는 변전소도 적다. | - 단점 - 직접궤전방식이라는 단순한 교류궤전에서는 전선에서 전자파에 의해 주위의 통신선에 장애를 미치는 "통신유도장애"로 불리는 현상이 일어나기 쉽다. BT궤전(Block Track Ciruit): 폐색 궤도회로하고 AT궤전(automatic transformer feeding system) 등의 고안이 행하여진다. - 차량에 설치하는 기기의 비용이 고액이 되기 쉽다. 이미 직류 전철화가 보급된 지역에서는 교직접속 등의 유지 비용이 필요해 고액이 된다. 그래서 직류 전철화가 된 지역에서 부분적인 교류 전철화는 모두 직류 전철화 할 때보다 총 비용은 커지는 경향이 있다. |

## 역사
철도는 증기기관을 동력으로 하는 것으로 출발했다. 말의 견인력을 사용한 마차에 의한 수송부터 부분적으로 궤도와 전기동력으로 전환하는 이 흐름 속에서 철도의 전철화가 진행되었다.
- 1879년: 독일의 지멘스사가 베를린 공업박람회에서 전기기관차를 선보였다.
- 1881년: 독일의 베를린 교외에서 세계 최초로 전차의 영업운전이 개시되었다.(en:Gross-Lichterfelde Tramway)
- 1883년 8월: Magnus Volk에 의해 Volk's Electric Railway가 영국의 휴양지인 브라이턴에서 개통했다. 같은해 10월에는 오스트리아 빈에서 세계 최초로 가선집전으로 Mödling and Hinterbrühl 노면전차가 운행을 개시했다.
- 1887년: 미국인 프랭크 스프레이그가 고안한 전기궤도가 부설되었다.
- 19세기 말: 스위스의 등산철도에 교류 전철화가 된 철도가 출현했다.
- 1923년: 헝가리의 부다페스트 - 뉴가티 및 알래그 간에 16kV 50Hz의 상용전원주파수에 의한 단상 교류로 전철화된 철도가 부설되었다.
- 1936년: 독일 남부의 헬렌 타르선에서 시험을 진행, 제2차 세계대전 이후, 프랑스가 이들 기관차와 설비를 접수하고 프랑스 국내의 교류 전철화를 추진한다. 교류 전철화에서는 BT궤전방식에서 AT궤전방식이 주류이다.

## 국가별 사례
국책 및 자원(전력) 사정, 산업의 동향 등으로 각국의 전철화율에는 편향이 보인다. 스위스, 네덜란드 같은 나라들이 90%를 넘으며, 독일, 러시아, 일본이 50%를 넘는 비율인데 아시아·태평양 지역은 전체 3할 정도이다. 2000년대 이후에는 대한민국·중화인민공화국이 철도 전철화 비율을 빠르게 올리고 있다.
스위스에서는 전화 비용이 싸 철도 노선은 거의 모든 노선이 전철화되고 있다. 미국, 오스트레일리아 등의 대륙 횡단 철도는 전철화되지 않은 구간이 대부분이지만, 러시아를 횡단하는 시베리아 철도는 전철화되고 있다.
아시아와 유럽 국가들도 도시철도나 지하철에서는 모든 노선이 전철화되고 있는 것이 원칙이다.

## 국가별 철도의 전철화
- 한국의 철도 전철화
- 일본의 철도 전철화
- 중국의 철도 전철화
- 미국의 철도 전철화
- 영국의 철도 전철화
- 프랑스의 철도 전철화
- 독일의 철도 전철화
- 오스트리아의 철도 전철화
- 스위스의 철도 전철화
- 노르웨이의 철도 전철화
- 스웨덴의 철도 전철화
- 터키의 철도 전철화
- 인도의 철도 전철화

## 같이 보기
- 전기철도
- 가공 전차선
- 제3궤조
- 집전장치
- 절연 구간